# 声門音

調音部位

唇音
両唇音
唇歯音
舌頂音
舌尖音 / 舌端音
舌唇音
歯間音
歯音
歯歯茎音
歯茎音
後部歯茎音
そり舌音
歯茎硬口蓋音
舌背音
硬口蓋音
軟口蓋音
口蓋垂音
咽喉音
咽頭音
喉頭蓋音
声門音
二重調音
両唇軟口蓋音

▶ 調音方法

声門音の発声

声門音（せいもんおん、英語: glottal）とは、声帯と声帯の間で閉鎖や隙間を作って調音される子音。調音部位としては最も奥に当たる。
国際音声記号（IPA）では以下のように記述される。
| IPA | 名称           | 例       | 例           | 例         | 例     |
| IPA | 名称           | 言語     | 正書法       | IPA        | 意味   |
| --- | -------------- | -------- | ------------ | ---------- | ------ |
|     | 声門破裂音     | ハワイ語 | ʻeleʻele     | [ʔɛlɛʔɛlɛ] | 黒い   |
|     | 無声声門摩擦音 | 日本語   | はは（haha） | [haha]     | 母     |
|     | 有声声門摩擦音 | チェコ語 | Praha        | [praɦa]    | プラハ |